# María Luisa Vázquez de Parga Iglesias
María Luisa Vázquez de Parga Iglesias (Madrid, 31 de diciembre de 1906-Madrid, 8 de julio de 2000) fue una historiadora y conservadora de museos española.

## Biografía
María Luisa Vázquez de Parga Iglesias era hija de María de la Concepción Iglesias Fariña (1869-1939), nacida en Sancobad, Lugo, y Luis Vázquez de Parga y de la Riva (1864-1927), nacido en Penas de Corbeiras, Lugo, funcionario del Ministerio de Hacienda.Contrajeron matrimonio el 21 de agosto de 1905 en su ciudad natal.
Nacida en Madrid el 31 de diciembre de 1906, María Luisa Vázquez de Parga Iglesias fue la mayor de tres hermanos; por orden de nacimiento: María de los Ángeles Vázquez de Parga y Luis María Vázquez de Parga.
Estudió en la Facultad de Filosofía y Letras de la Universidad Central de Madrid, licenciándose en 1940  en Historia Medieval. El 2 de junio de 1941 consiguió una plaza por oposición en el Cuerpo Facultativo de Archiveros, Bibliotecarios y Arqueólogos, tomando posesión el 4 de junio del mismo año. Fue destinada provisionalmente al Museo Arqueológico Nacional. El 5 de noviembre, gracias a un concurso de traslado, obtuvo plaza en el Museo de América de Madrid, llegando a convertirse en  subdirectora del mismo en 1969.
Se casó con el pintor Javier Cortés Echánove y tuvieron dos hijos: María Isabel Cortés Vázquez de Parga y Juan Antonio Cortés Vázquez de Parga.
Falleció el 8 de julio del año 2000 en Madrid, siendo enterrada un día más tarde en el Cementerio de Nuestra Señora de la Almudena.

## Reconocimientos
En 2020, María Luísa Váquez de Parga Iglesias fue incluida en el proyecto de la Subdirección General de Archivos Estatales titulado Mujeres Investigadoras en los Archivos Estatales (1900-1970) y que se encuentra en el Portal de Archivos Españoles (PARES). Esta iniciativa fue impulsada por el Ministerio de Cultura con el objetivo de reconocer y poner en valor las contribuciones de aquellas mujeres que desarrollaron investigaciones en los diferentes archivos estatales a principios del siglo XX.